# Andy Hamilton (dartsjátékos)
Andy Hamilton (Stoke-on-Trent, 1967. március 16. –) angol dartsjátékos. 2004-től 2018-ig, majd 2020-tól 2024-ig a Professional Darts Corporation, 2018-tól 2020-ig pedig a British Darts Organisation tagja. 2012-ben világbajnoki döntőt játszott a PDC-nél. Beceneve "The Hammer".

## Pályafutása

### PDC
Hamilton 2004-ben a UK Open-en játszotta első PDC televíziós mérkőzését, amelyen 5–2-re kikapott Eddie Lovely-tól. Első komolyabb szereplése a PDC Pro Tour egyik állomásán volt, ahol az elődöntőig sikerült eljutnia.
Az első világbajnokságán 2005-ben vehetett részt, ahol a negyeddöntőig jutott. Menetelése során legyőzte többek között a korábbi BDO világbajnok Steve Beatont is. A negyeddöntőben honfitársától, Bob Andersontól szenvedett 5–1-es vereséget.
A 2006-os vb-n a harmadik körig jutott, ahol Phil Taylortól kapott ki 4–0-ra.
A következő világbajnokságon 2007-ben már az elődöntőig sikerült eljutnia Hamiltonnak, ahol megint csak Taylor állította meg. Még ebben az évben megszerezte az első tornagyőzelmét a PDC-nél, amelyet egy Gibraltár-i Players Championship fordulón szerzett meg, valamint egy UK Open kvalifikációs tornán is diadalmaskodott. Az év későbbi szakaszában a Grand Slam of Darts tornán döntőt játszott, ahol újra Taylorral találkozott, aki ezúttal 18–11-re verte meg őt.
2011-ig több elődöntőt is játszhatott nagy tornákon (World Grand Prix, World Matchplay), ugyanakkor a világbajnokságokon a legjobb eredménye a harmadik körbe jutás volt. 
A következő évben (2012) már sokkal jobban sikerült számára a világbajnokság, és Hamiltonnak sikerült egészen a döntőig eljutnia. Ellenfele a döntőben Adrian Lewis volt, aki szintén kitűnő formában játszott a világbajnokságon, majd a döntőben 7–3-ra megverte Hamiltont és ezzel megszerezte első világbajnoki címét. A világbajnokság után egészen a hetedik helyre sikerült feljönnie a világranglistán.
Hamiltont ebben az évben először meghívták a Premier League-be, ahol az elődöntőig jutott, valamint az év későbbi szakaszában megrendezésre kerülő Grand Slam of Darts-on is szintén elődöntőt játszhatott. 
2013-ban szintén jó évet zárt, több nagy tornán is a negyeddöntőig jutott, ezek mellett pedig a Players Championship Finals-ön elődöntőt, a UK Open-en döntőt játszott. 
Bár 2014-ben még megnyert egy UK Open kvalifikációs versenyt, de több kiemelkedő eredménye már nem volt a következő években, valamint egyre kevesebb versenyre tudta magát kvalifikálni. 2017-ben már egyetlen nagy tornára sem tudott kijutni, valamint a PDC Tour Card-ot (ezzel vehetnek részt különböző versenyeken a játékosok) is elvesztette rossz formája miatt.

### BDO
2018-tól a BDO versenyein kezdett el újra dartsozni, de emellett elindult a UK Open-en is, ahol a második körig jutott el. Hamilton 2016 után 2019-ben újra részt vehet világbajnokságon, de ezúttal már nem a PDC-nél, hanem a BDO-nál állhat a táblák elé.

## Döntői

### PDC nagytornák: 3 döntős szereplés
| Történet                 |
| PDC Világbajnokság (0–1) |
| Grand Slam (0–1)         |
| UK Open (0–1)            |

| Eredmény | Sorszám | Év   | Bajnokság           | Ellenfél a döntőben | Pontok    |
| Döntős   | 1.      | 2007 | Grand Slam of Darts | Phil Taylor         | 11–18 (l) |
| Döntős   | 2.      | 2012 | PDC Világbajnokság  | Adrian Lewis        | 3–7 (sz)  |
| Döntős   | 3.      | 2013 | UK Open             | Phil Taylor         | 4–11 (l)  |

1. ↑  (l) = pontszám legekben, (sz) = pontszám szettekben.

## Tornagyőzelmei
| Players Championships - Players Championship (GIB): 2007 PDC Challenge Tour - Challenge Tour: 2022 UK Open Regionals/Qualifiers - Regional Final (MID): 2007 - UK Open Qualifier: 2014 | - Antwerp Open: 2008 - Coronation Hotel 500: 2010 - Cotgrave Open: 2010 - Coventry Open: 2008 - LPKD Spring Open: 2009 - Tamworth Open: 2010 - WSDT Champion of Champions Qualifier: 2024 |

## Világbajnoki szereplései

### PDC
- 2005: Negyeddöntő (vereség  Bob Anderson ellen 1–5)
- 2006: Harmadik kör (vereség  Phil Taylor ellen 0–4)
- 2007: Elődöntő (vereség  Phil Taylor ellen 0–6)
- 2008: Második kör (vereség  Alex Roy ellen 1–4)
- 2009: Harmadik kör (vereség  Jelle Klaasen ellen 1–4)
- 2010: Harmadik kör (vereség  James Wade ellen 3–4)
- 2011: Második kör (vereség  Robert Thornton ellen 0–4)
- 2012: Döntő (vereség  Adrian Lewis ellen 3–7)
- 2013: Negyeddöntő (vereség  Phil Taylor ellen 0–5)
- 2014: Második kör (vereség  Richie Burnett ellen 1–4)
- 2015: Második kör (vereség  Peter Wright ellen 0–4)
- 2016: Első kör (vereség  Joe Murnan ellen 2–3)
- 2021: Első kör (vereség  Nico Kurz ellen 1–3)

### BDO
- 2019: Selejtező kör (vereség  David Cameron ellen 0–3)
- 2020: Második kör (vereség  Wayne Warren ellen 1–4)